# Мухаммед Гасан-хан Каджар
Мухаммед Гасан-хан Каджар (1722—1759) — вождь тюркського племені кованлу-каджарів. Деякий час боровся за владу в Персії. Мав прізвисько «Лисий».

## Життєпис
Походив з астрабадських каджарів, гілки ашагі-баш («нижніх каджарів»), більш відомої як кованлу (кувінлу, кюнлу) — тобто «погоничв баранів». Старший син Фатх Алі-хана, вождя кованлу-каджарів. Народився 1722 року в Ґорґані. У 1726 році після загибелі батька владу над астрабадськими каджарами захопив клан юкарі-баш («верхніх каджарів» або довалу — «погоничі верблюдів») на чолі з Мухаммад Гусейн-ханом Довалу. Мухаммед Гасан-хан з родиною вимушений був тікати до свого родича Бегендж-хана, вождя турмен-йомудів. Перебуваючи в туркменів, здобув військові знання, згодом виявив хоробрість у численних сутичках. Володар Персії Надир Шах наказав спіймати його, проте марно.
У 1744 році атакував Астрабад, де намісником був Мухаммад-Заман-бек з клану довалу. На деякий час вдалося зайняти місто. Проте перські війська змусили Мухаммед Гасан-хана тікати до Мангишлаку. Лише у 1747 році, скориставшись смертю Надир Шах, відновив наступ на Астрабад. Аділь-шах призначив Мухаммед Гасан-хана ешик-агасі-баші (на кшталт головного церемоніймейстера). Водночас він очолив астрабадських каджарів. Втім невдовзі погиркався з шахом, втік до туркменів. Але його сини потрапили у полон, з яких старшого Ага Мухаммеда було кастровано.
1749 року після загибелі Аділь-шаха повернувся на батьківщину й доволі швидко оволодів усією провінцією Астрабад. Невдовзі став напівнезалежним правителем, фактичним визнанням чого стало призначення Солейманом II сардаром Астрабаду. Спроба каджарів відвоювати у Шахрох Афшара провінцію Хорасан виявилася невдалою.
1751 року проти Мухаммед гасан-хана виступив регент Карім Хан Занд разом з шахом Ісмаїлом III. 1752 року за підтримки йомудів Мухаммед Гасан-хан Каджар завдав поразки супротивникові, захопивши шаха. Карім-хан втік до Ісфагану, звідки невдовзі почав війну проти Азад-хана, що захопив Північну Персію. Цим скористався вождь каджарів, що підкорив Мазандеран і Гілянь. 1755 року вирішив захопити центр Персії. Завдавши дві поразки зандам у 1756 році зайняв Ісфаган. Водночас завдав поразки афганській армії Ахмада-шаха Дурруні.

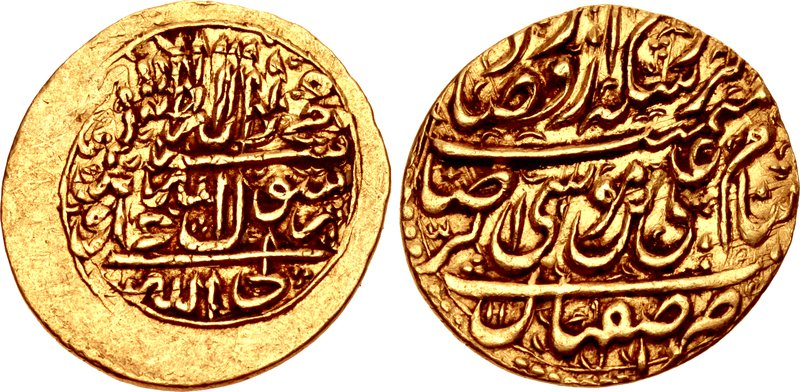
Монета Мухаммед Гасан-хана Каджара

Втім в цей час Азад-хан захопив провінцію Гілянь. В ході військової кампанії 1756—1757 років спочатку завдав поразки Азад-хану, захопивши Тебріз та Урмію. Його суперник втік до Багдада. Потім Мухаммед Гасан-хан Каджар рушив на підкорення Кавказу. Йому вдалося підкорити південний Азербайджан, проте невдача під час облоги Панахабада, яку обороняв Панах Алі-хан, змусила повернутися до Ісфагану. В підкорених областях залишив сина Ага-Мухаммед-хана. У 1758 році намагався захопити Шираз, де отаборився Керім-хан, проте зазнав невдачі. Того ж року, підкуплених Керім-ханом військо збунтувалося. Союзні хани, бачачи, як Мухаммед Гасан-хан знищує місцеву знати і призначає в завойовані міста і області своїх родичів, перейшли на сторону Зендів. З невеликим загоном вождь каджарів відступив до Мазандерану. У 1759 році він зазнав остаточної поразки, потрапив у полон, де був страчений. Владу над астрабадськими каджарами Керім-хан передав клану довалу.